# هليلج رفيع السنابل
هليلج رفيع السنابل (الاسم العلمي:Terminalia stenostachya) هو نوع من النباتات يتبع جنس الهليلج من الفصيلة القمبريطية.